# Proyecto 71

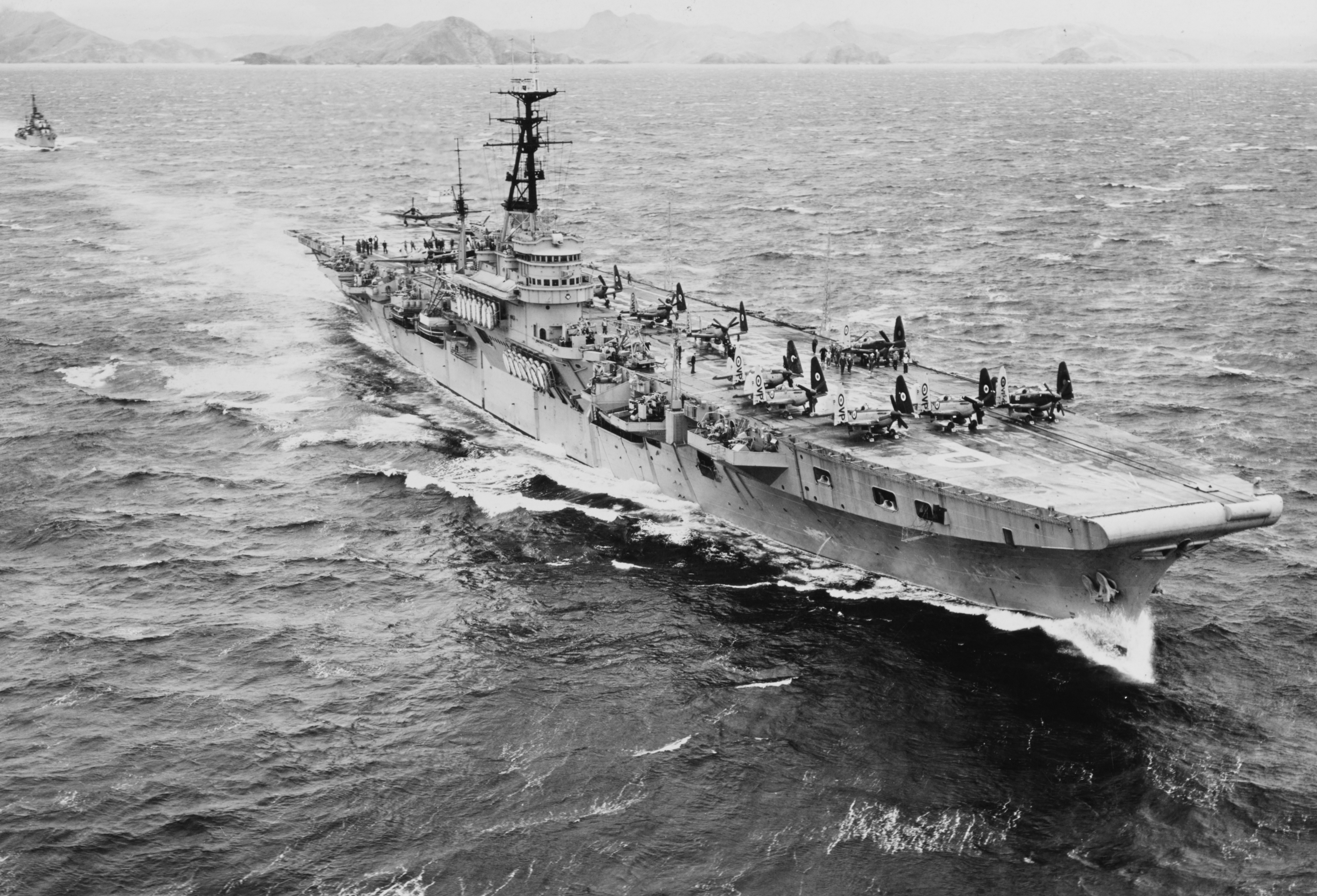
El tamaño del buque soviético hubiera sido semejante a la clase Colossus británica, en la imagen el HMS Triumph.

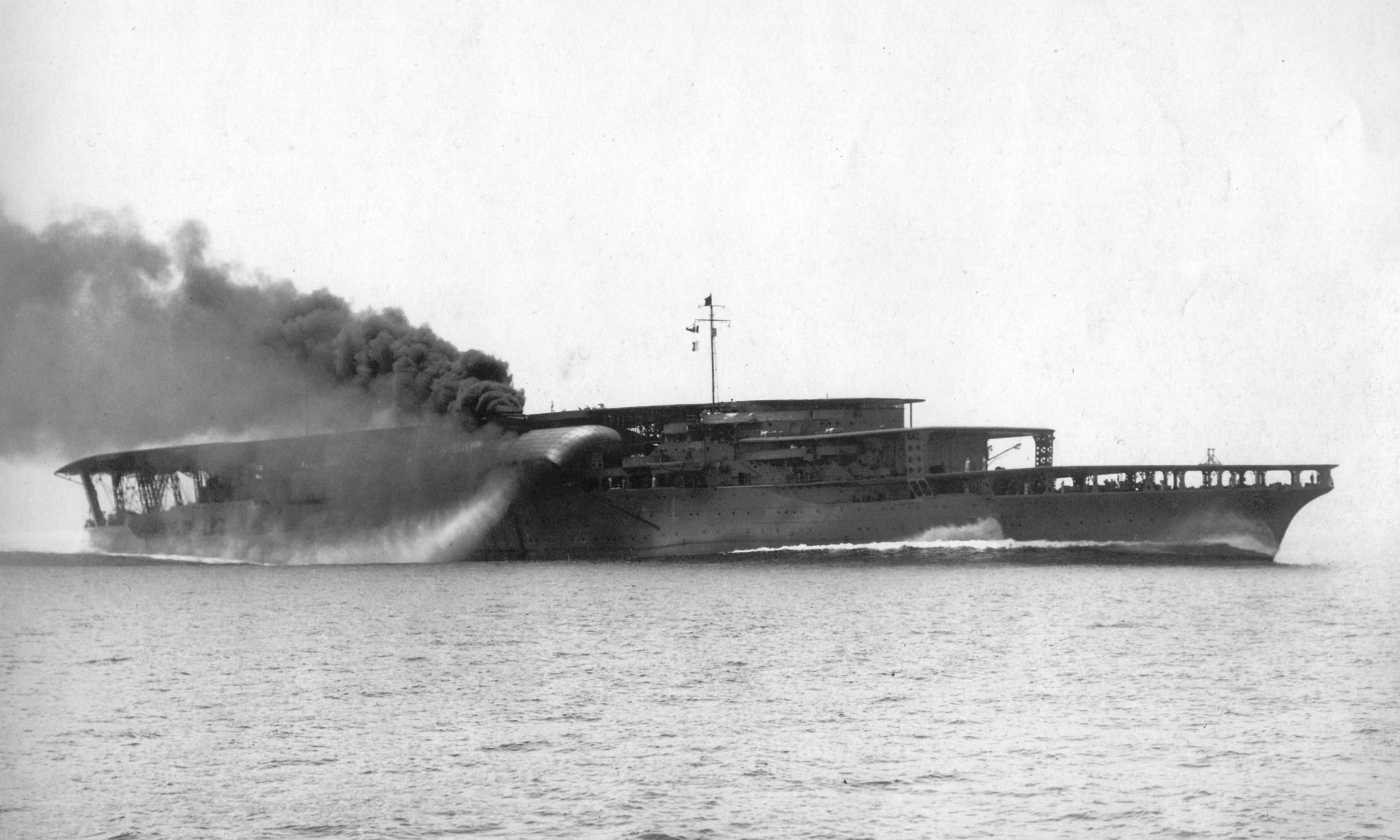
Pruebas de mar del portaaviones japonés Akagi, son visibles las chimeneas debajo de la plataforma de aterrizaje.

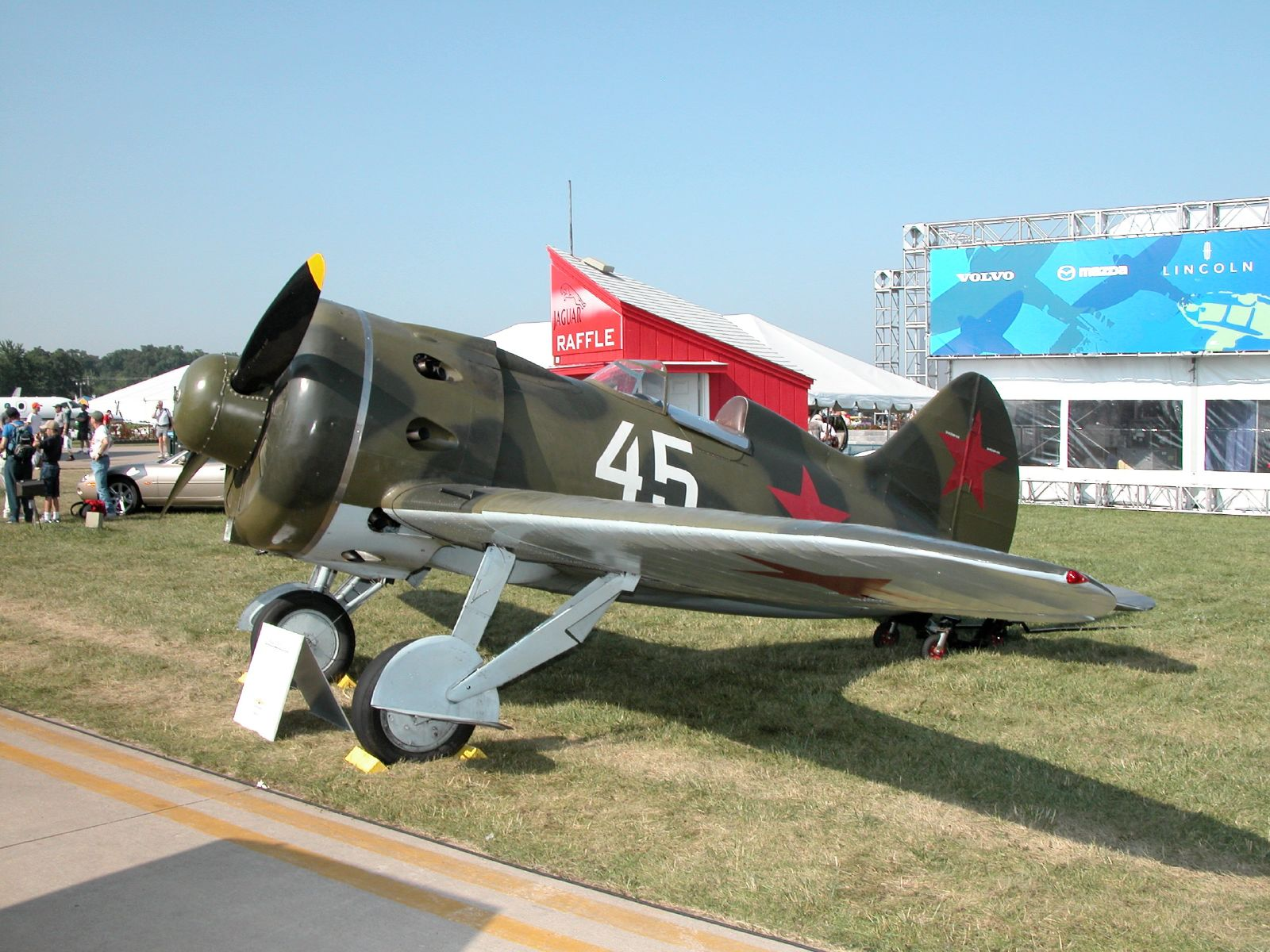
Una versión navalizada del Polikarpov I-16 o del Yakolev Yak-9 hubieran sido empleados como cazas.

El Proyecto 71 fue el desarrollo para un portaaviones ligero para la Armada Soviética. Los estudios preliminares para la construcción de un portaaviones ligero con un desplazamiento de 13 000 toneladas fue iniciado a finales de 1936 por el TsKB-45 (Tsentral’noye Konstruktorskoye Byuro , traducción en español Oficina Central de Construcción). La principal oficina de diseños de grandes unidades de combate de superficie de ese tiempo.
El proyecto final fue presentado en 1938. Este buque, al cual se le asignó el nombre de proyecto 71, tendría un desplazamiento de 10.600 t vacío, 11.300 toneladas estándar y 13.150 t a plena carga. Las catapultas estaría situadas a 24 m y podrían lanzar un aparato de 4 t a una velocidad de lanzamiento de 110 km/h. Como base se pretendía utilizar el casco del crucero ligero de la Clase Chapayev y utilizar sus mismos motores. Las chimeneas sería instalas debajo de la torre de control como el portaaviones japonés Akagi. Estos buques deberían haber estado terminados en 1941 y 1942 pero el inicio de la invasión alemana durante la Segunda Guerra Mundial los dejó sin acabar.